# آيت حدو (آيت سغروشن)
آيت حدو هي إحدى مشيخات المملكة المغربية، تتبع جغرافيا لإقليم تازة وإداريًا لآيت سغروشن. يقدر عدد سكانها بـ 4197 نسمة حسب الإحصاء الرسمي للسكان والسكنى لسنة 2004.